# Emoia loyaltiensis
Emoia loyaltiensis es una especie de lagarto escincomorfo del género Emoia, familia Scincidae. Fue descrita científicamente por Roux en 1913.
Habita en Nueva Caledonia.